# Vestone

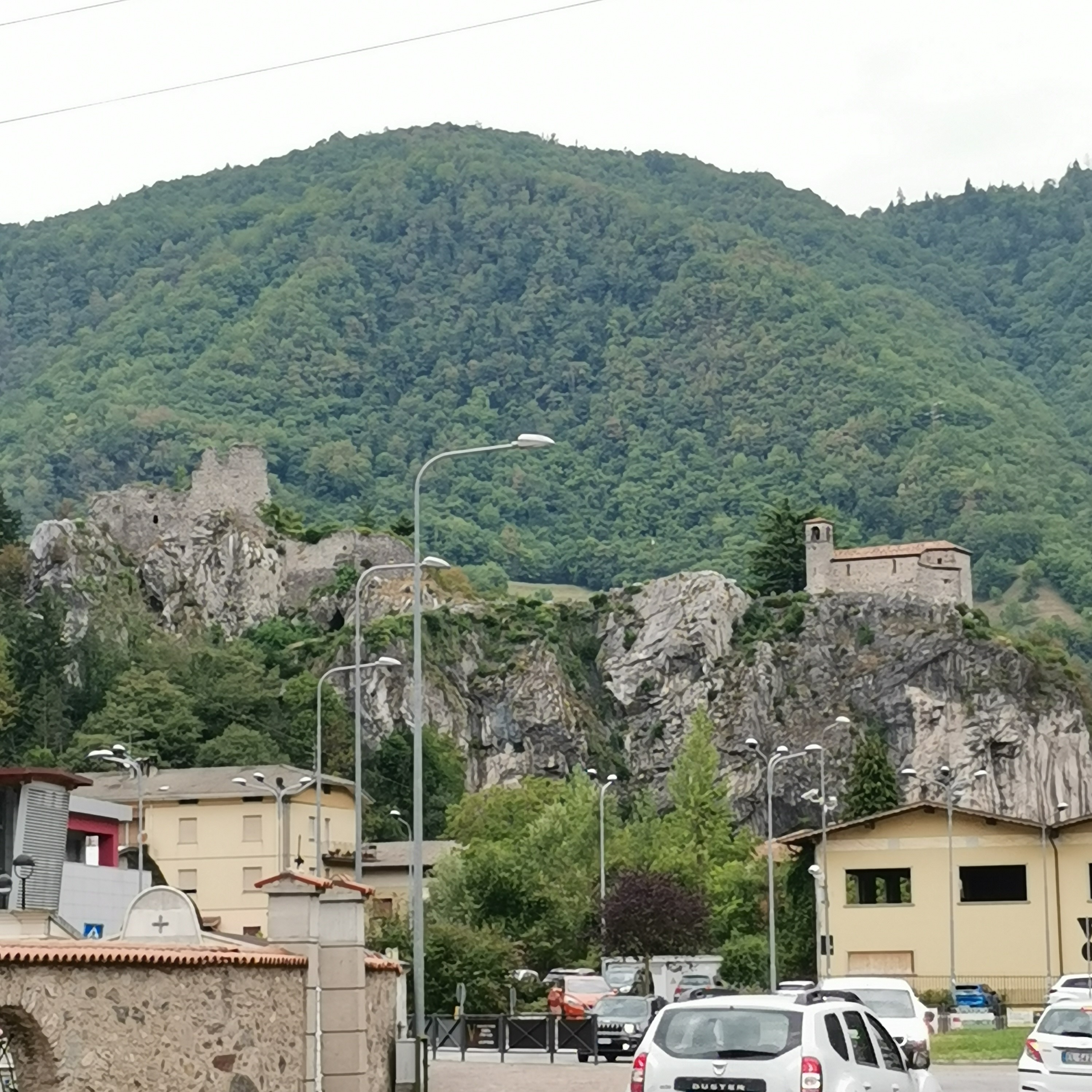

Vestone ist eine norditalienische Gemeinde (comune) mit 4116 Einwohnern (Stand 31. Dezember 2023) im Val Sabbia der Provinz Brescia in der Lombardei. Die Gemeinde liegt etwa 23,5 Kilometer nordwestlich von Brescia und etwa 5 Kilometer südwestlich vom Idrosee am Chiese. Vestone ist Teil der Comunità Montana della Valle Sabbia.

## Verkehr
Die Tramstrecke von Idro über Vestone nach Brescia ist bereits in den 1930er Jahren eingestellt worden. Die frühere Strada Statale 237 del Caffaro von Brescia nach Trient ist mittlerweile zur Provinzstraße herabgestuft worden.